# Judith Vis
Judith Soul Vis (Rotterdam, 21 juni 1980) is een Nederlandse atlete en bobsleester. Zij manifesteerde zich aanvankelijk vooral als meerkampster, maar heeft zich in de loop der jaren gespecialiseerd, eerst op verspringen en vervolgens op de 100 m horden. De meest opvallende prestaties van internationaal niveau scoorde de Moordrechtse op de zevenkamp in 1999, toen zij vijfde werd bij de Europese jeugdkampioenschappen in Riga en op de horden in 2001 op het EK voor atleten onder de 23 jaar in Amsterdam, waar zij op de 100 m horden met een vierde plaats net buiten de medailles viel.

## Biografie

### In de voetsporen van Marjan Olyslager
Toen Vis, nadat zij als twaalfjarige met atletiek was begonnen, in 2000 tot de gelederen van de senioren toetrad, had zij negen nationale jeugdtitels op zak. Zelfs was zij in 1999 als A-juniore al tweemaal de sterkste van Nederland bij de vrouwen gebleken op de 60 m horden en het verspringen. De overstap naar de senioren was voor het Zuid-Hollandse talent dus niet zo’n grote, wat onder meer blijkt uit haar zegereeks sindsdien: vanaf 2001 voegde zij nog eens negen nationale seniorentitels aan haar palmares toe. Daarbij werd gaandeweg duidelijk dat, hoe breed getalenteerd de donkere atlete ook was, vooral de hordenummers haar op het lijf geschreven waren. Geen wonder dus dat Vis, naarmate de Olympische Spelen van 2004 naderbij kwamen, zich steeds meer op de horden concentreerde. Op dit nummer leek zij voorbestemd om in de voetsporen te treden van Marjan Olyslager, door wie zij trouwens ook werd getraind. Haar eerste test op niveau werd het Europees kampioenschap van 2002 in München. Judith drong hier door tot de halve finale, waarin zij genoegen moest nemen met een achtste plaats in 13,22.

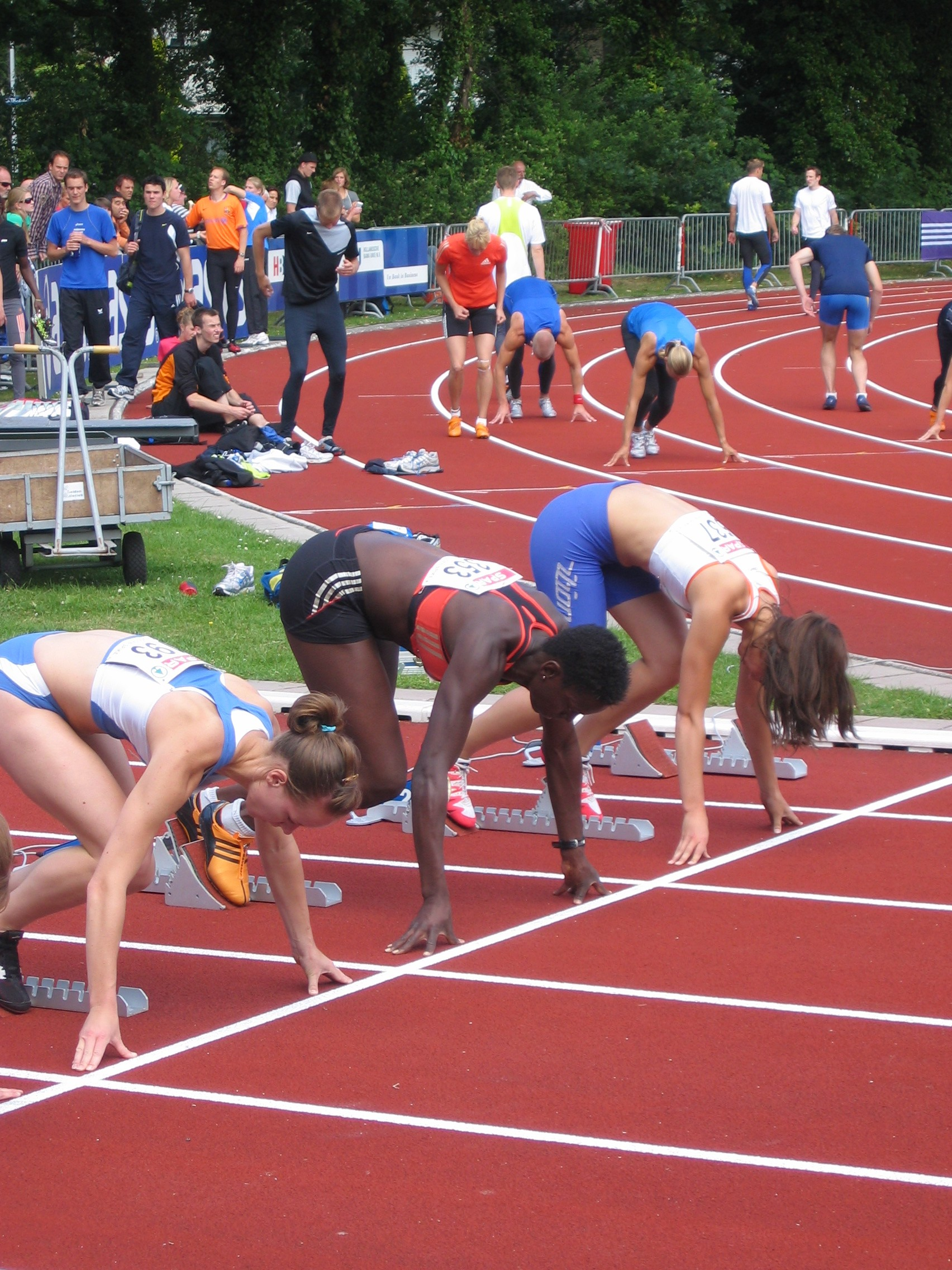
Judith Vis (midden) eindelijk weer terug aan de start: Gouden Spike '08

### Vier jaar verspeeld door blessurepech
In 2003 kwalificeerde Judith Vis zich op de allerlaatste dag dat dit mogelijk was voor de wereldkampioenschappen in Parijs. In België, waar zij buiten mededinging terechtkon bij de Belgische kampioenschappen, liep zij op de 100 m horden 13,05, precies de B-limiet voor het WK. Helaas kwam zij in Parijs door een slechte start niet in de buurt van deze tijd: met 13,36 werd zij in haar serie uitgeschakeld. Het jaar erna was Vis echter vastbesloten om zich te kwalificeren voor de Olympische Spelen van Athene. Daar kwam het echter nooit van, want in mei scheurde zij bij wedstrijden in Doha haar achillespees volledig af en werd een blessureperiode ingeluid, die tot in 2007 voortduurde. Ze werd direct geopereerd, maar mocht pas na twaalf maanden weer wedstrijdgericht trainen. Een enorme tegenvaller voor de gedreven Moordrechtse, die zich voorlopig maar concentreerde op haar werk als laborante. Daarnaast deed zij in 2005 enige tijd vrijwilligerswerk in Ghana. 'Ik wilde graag een keer naar Afrika. In eerste instantie had ik een lange vakantie op het oog, maar omdat oktober een lastige periode was voor mijn vriendinnen om vrij te krijgen van werk of school, ben ik alleen gegaan.' Judith verbleef drie weken in gastgezinnen en gaf ook sportlessen. Ze was echter vastbesloten om in de atletieksport terug te keren op het hoogste niveau.
Begin 2007 overkwam Judith Vis dezelfde blessure opnieuw. Tijdens een training in Amsterdam scheurde de andere achillespees en kon zij opnieuw onder het mes. Intussen was in oktober 2007 ook dit genezingsproces zo ver gevorderd, dat Vis toen weer vol goede moed was over haar terugkeer op de Nederlandse atletiekbanen, zoals ook bleek uit haar uitspraken op haar eigen website in die periode.

### Werken aan comeback
Bij de wedstrijden om de Gouden Spike in Leiden, op 14 juni 2008, liep ze 14,23 op de 100 m horden. Op de Nederlandse baankampioenschappen in het Olympisch Stadion, enkele weken later, werd Vis vijfde in 14,03, twee tiende seconde sneller dan in Leiden.
Op het NK indoor van 2009 in het Omnisportcentrum in Apeldoorn liep de Moordrechtse atlete zich voor het eerst sinds haar blessures weer in de medailles. Op de 60 m horden werd ze derde achter Femke van der Meij en Yvonne Wisse. Een geëmotioneerde Judith Vis na afloop: 'Dit maakt bijna alles goed. Ik was al honderd keer bijna gestopt. Ik heb nog één doel en dat is deelnemen aan een internationaal toernooi.'

### Bobsleeën
Een internationaal toernooi zat er in de atletieksport echter niet meer in, maar wel bij het bobsleeën, waarin Vis sinds het winterseizoen 2010/11 actief werd als remster in de tweemansbob van pilote Esmé Kamphuis, eveneens een voormalige atlete. Op 27 november eindigde het duo op de Olympische baan in het Canadese Whistler in haar eerste wereldbekerwedstrijd op de zevende plaats. Op 21 januari 2011 won ze met Kamphuis de bronzen medaille op het Europees kampioenschap. In diezelfde wedstrijd haalde ze met een vierde plaats ook haar beste wereldbekerprestatie ooit.
Enkele jaren later, op de Olympische Winterspelen van 2014 in Sotsji, bereikte Judith Vis samen met Esmé Kamphuis het hoogtepunt van haar carrière in deze tak van sport: het Nederlandse duo eindigde in de tweemansbob op de vierde plaats, de beste prestatie ooit van een Nederlandse bobslee op een olympisch toernooi.

## Nederlandse kampioenschappen atletiek
Outdoor
| Onderdeel    | Jaar             |
| ------------ | ---------------- |
| 100 m horden | 2001, 2002, 2003 |
| verspringen  | 1999             |

Indoor
| Onderdeel   | Jaar                         |
| ----------- | ---------------------------- |
| 60 m horden | 1999, 2001, 2002, 2003, 2004 |
| verspringen | 2001, 2002                   |

## Persoonlijke records atletiek
Outdoor
| Onderdeel    | Prestatie | Datum             | Plaats    |
| ------------ | --------- | ----------------- | --------- |
| 100 m        | 11,89 s   | 12 juli 2003      | Amsterdam |
| 200 m        | 24,26 s   | 26 augustus 2000  | Apeldoorn |
| 100 m horden | 13,05 s   | 10 augustus 2003  | Jambes    |
| 400 m horden | 60,83 s   | 14 september 2002 | Woerden   |
| verspringen  | 6,24 m    | 26 juni 1999      | Apeldoorn |
| hoogspringen | 1,78 m    | 14 juni 1997      | Amsterdam |
| zevenkamp    | 5743 p    | 27 augustus 2000  | Apeldoorn |

Indoor
| Onderdeel   | Prestatie | Datum            | Plaats    |
| ----------- | --------- | ---------------- | --------- |
| 60 m        | 7,62 s    | 4 februari 2001  | Dortmund  |
| 200 m       | 24,30 s   | 1 februari 2003  | Gent      |
| 60 m horden | 8,22 s    | 28 februari 2003 | Karlsruhe |
| verspringen | 6,26 m    | 16 februari 2002 | Gent      |
| vijfkamp    | 4161 p    | 28 februari 1999 | Den Haag  |

## Palmares atletiek

### 200 m
- 2003:  NK - 24,07 s

### 60 m horden
- 1998:  NK indoor - 8,64 s
- 1999:  NK indoor - 8,55 s
- 2001:  NK indoor - 8,40 s
- 2002:  NK indoor - 8,30 s
- 2003:  NK indoor - 8,31 s
- 2004:  NK indoor - 8,32 s
- 2009:  NK indoor - 8,59 s

### 100 m horden
- 1998:  NK - 14,32 s (-1,1 m/s)
- 2000:  NK - 13,90 s (+1,4 m/s)
- 2001:  NK - 13,45 s (+0,6 m/s)
- 2002:  NK - 13,29 s (+3,9 m/s)
- 2002: 8e ½ fin. EK - 13,22 s
- 2003:  NK - 13,30 s (+0,5 m/s)
- 2003:  Open Belgische kamp. - 13,05 s
- 2003: 6e series WK - 13,36 s
- 2006:  NK - 13,53 s
- 2008: 5e NK - 14,03 s
- 2009:  NK - 13,91 s
- 2010:  NK - 13,88 s
- 2011: 6e Gouden Spike - 14,17 s

### verspringen
- 1999:  NK - 6,24 m (+1,5 m/s)
- 2000:  NK - 5,98 m (+1,8 m/s)
- 2001:  NK indoor - 6,16 m
- 2001:  NK - 5,99 m (-1,1 m/s)
- 2002:  NK indoor - 6,26 m
- 2002:  NK - 6,13 m (+2,8 m/s)

### zevenkamp
- 1998: 19e WJK - 5129 p

### 4 x 400 m
- 2001: 6e EK U23 in Amsterdam - 3.37,33[4]
- 2001: 6e Universiade – 3.37,51